# Yasuhito Endō
Yasuhito Endō (遠藤 保仁?, Endō Yasuhito; Sakurajima, 28 gennaio 1980) è un allenatore di calcio ed ex calciatore giapponese, di ruolo centrocampista, collaboratore tecnico del Gamba Osaka.
Considerato uno dei calciatori giapponesi più forti di tutti i tempi, rientra nella ristretta cerchia dei calciatori con almeno 1000 presenze in carriera. Con le sue 152 apparizioni, vanta il primato di calciatore più presente di sempre della nazionale giapponese, oltre che avere il medesimo record anche per il Gamba Osaka. Assieme ad Hiroyuki Usui e a Ryūichi Sugiyama, occupa la 18ª posizione come miglior marcatore della sua nazionale avendo siglato 15 reti.
In carriera con i suoi club ha vinto due campionati di J. League Division 1 (2005, 2014), due di J. League Division 2 (2013, 2021), due Coppe Yamazaki Nabisco (2007, 2014), due Supercoppe giapponesi (2007, 2014) e quattro Coppe dell'Imperatore (2008, 2009, 2014, 2015). A livello internazionale ha conquistato la Champions League asiatica nel 2008, anno in cui è giunto terzo al Mondiale per club, grazie alla vittoria di misura del Gamba Osaka per 1-0 nella finale per il terzo posto ai danni dei messicani del Pachuca.
Con la nazionale Under-20 ha ottenuto il secondo posto nel Mondiale in Nigeria disputato nel 1999. Invece, con la nazionale maggiore, si è laureato campione d'Asia nel 2004 e nel 2011. Dal 2003 al 2015 (fatta eccezione per l'anno 2013) è stato inserito nella formazione degli undici migliori calciatori dell'anno della J. League Division 1, un record assoluto per la storia del campionato del Sol Levante.

## Biografia
Yasuhito Endō nasce a Sakurajima, nella Prefettura di Kagoshima. Durante la sua primissima infanzia, i suoi due fratelli più grandi, Takuya e Akihiro Endō, non possedevano giocattoli, ma solo palloni da calcio; infatti i due fratelli maggiori in seguito sono diventati dei calciatori professionisti, per cui anche Endō decise di imitarli, percorrendo la medesima strada diventando anche lui un giocatore di calcio professionista, sebbene il padre tentasse di convincerlo a diventare un giocatore del suo sport preferito, ossia il baseball.
Dal 2003 è sposato con la doppiatrice giapponese Aya, con la quale ha avuto quattro figli: due femmine e due maschi, di nome Sena (2003), Fūto (2005), Kokona (2007) e Jin (2013).

## Caratteristiche tecniche

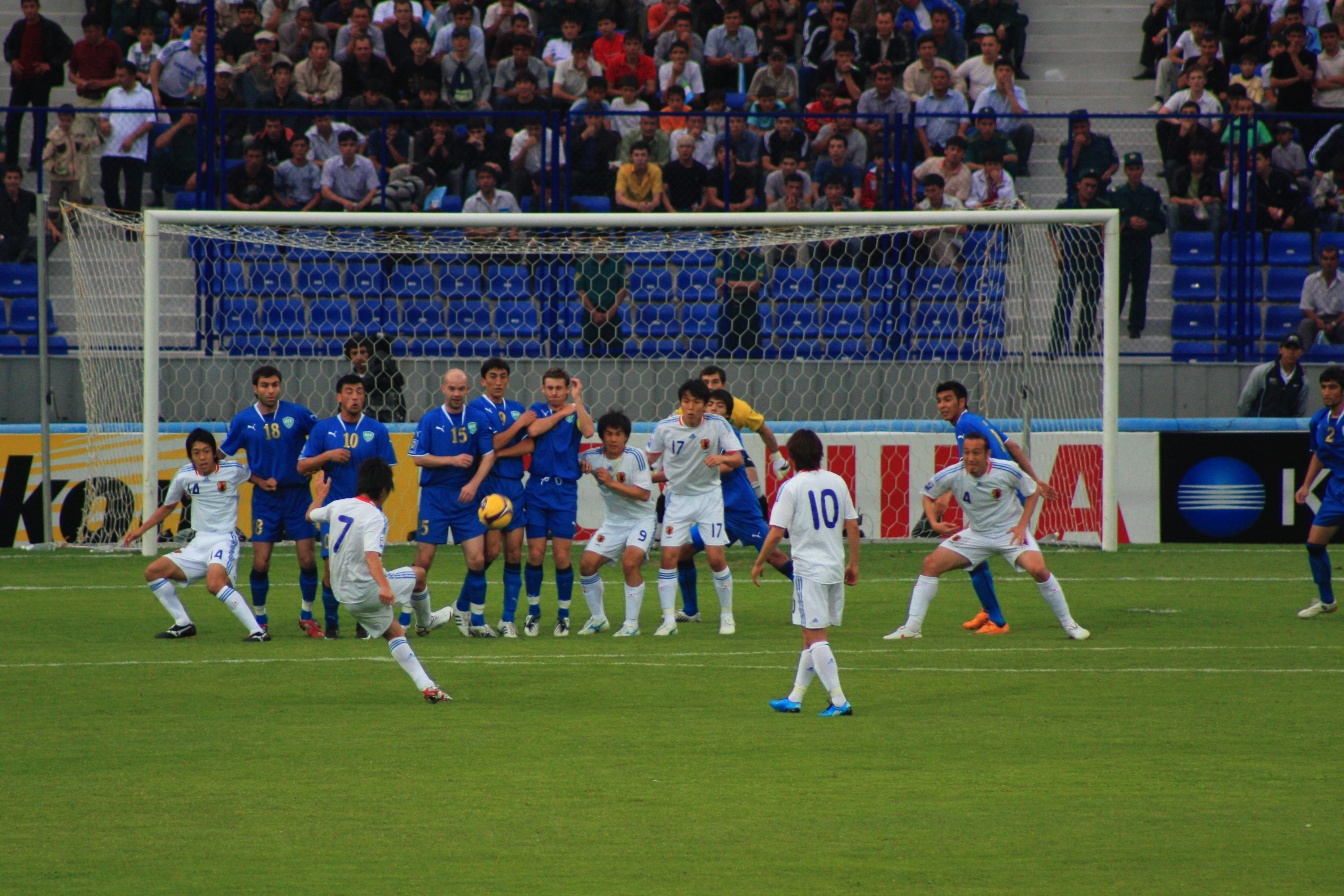
Endō batte un calcio di punizione durante un’amichevole contro l'Uzbekistan nel 2009

Centrocampista molto duttile, abile nel segnare e nel fornire assist ai compagni. Pur non essendo molto veloce è uno degli strateghi più creativi del Giappone, per questa ragione il suo nome è stato spesso paragonato a quello di Xavi o di Andrea Pirlo. È un gran tiratore e specialista di calci piazzati; infatti molte delle sue reti sono state effettuate da calcio piazzato. Ciò che distingue Endō dai suoi compagni di squadra che hanno riscosso più successo sta nel fatto che sia riuscito ad acquisire molta notorietà pur non avendo mai varcato i confini nazionali.

## Carriera

### Giocatore

#### Club

##### Kagoshima Jitsugyo High School, Yokohama Flügels e Kyoto Sanga
Inizia la sua carriera da calciatore nel 1995 nelle giovanili della sua città natale, Kagoshima Jitsugyo High School, frequentandola per due anni. Nel 1998 viene ingaggiato dal Yokohama Flügels, dove colleziona 16 presenze e un gol nel campionato e in 4 partite di coppa. Nel 1999 viene acquistato dal Kyoto Sanga, dove realizza, tra campionato e i tornei vari, 64 presenze e 10 reti.

##### Gamba Osaka

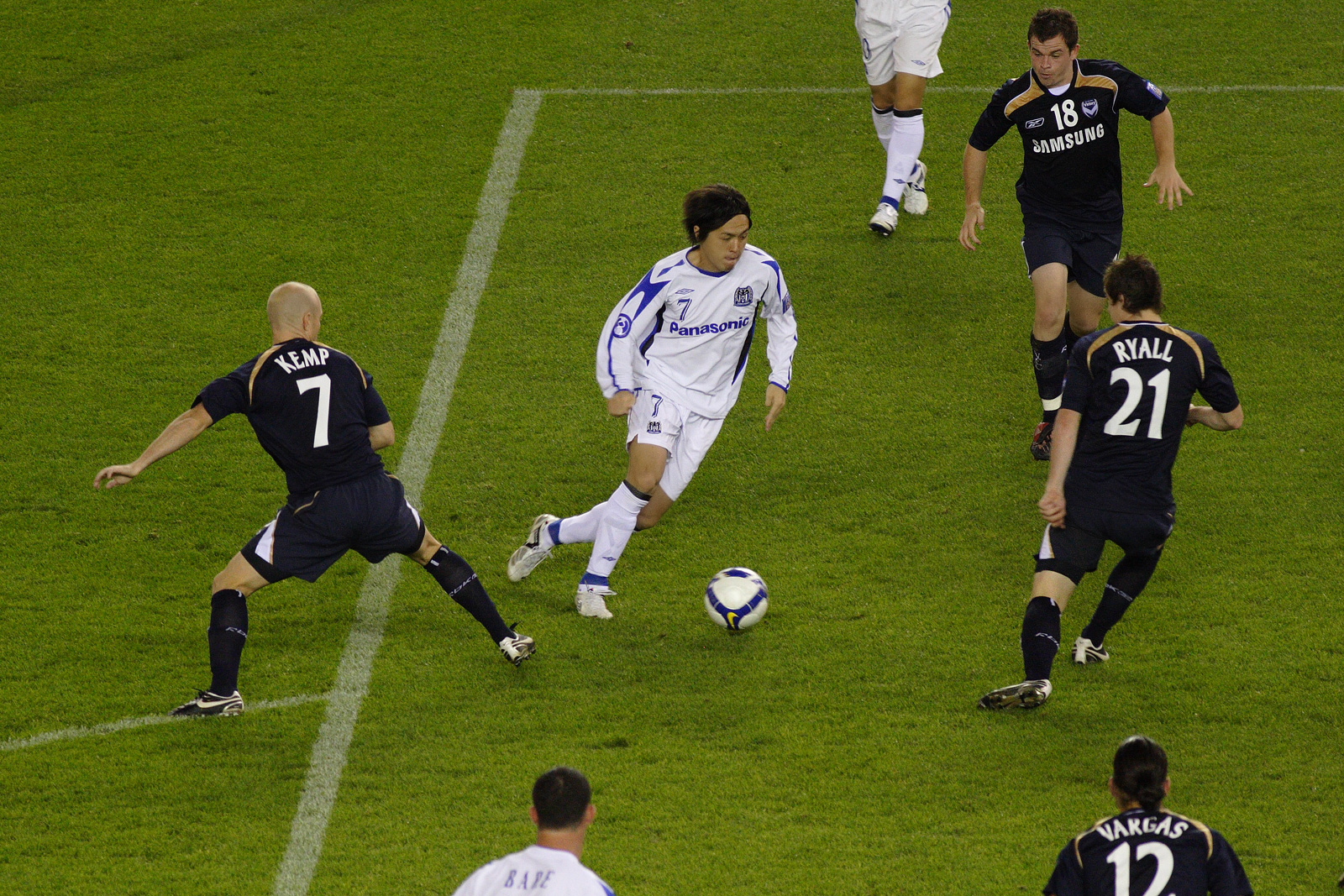
Endō in azione con la maglia del Gamba Osaka in una partita di Champions League asiatica contro il Melbourne Victory nel 2008

Nel 2001 viene ingaggiato dal Gamba Osaka, diventando successivamente il perno della squadra giovane e ambiziosa guidata ai tempi in panchina da Akira Nishino. In soli 5 anni lui e i suoi compagni conquistano nel 2005 uno scudetto, nel 2008 e nel 2009 due Coppe dell'Imperatore e nel 2008 una Champions League asiatica. Al mondiale per club, giocata a dicembre del 2008, il Gamba Osaka si arrende in semifinale contro il Manchester United, ma torna a Osaka con un prestigiosissimo terzo posto nella finalina contro i messicani del Pachuca battendoli 1-0: questo è stato l’apice della storia della giovane squadra nerazzurra.
Ma l'idillio con la buona sorte non è durato troppo a lungo: solo quattro anni dopo la conquista della Champions League asiatica, il Gamba Osaka retrocede in J. League Division 2, la Serie B giapponese, al termine di un campionato concluso al 17º posto, nonostante un attacco più prolifico persino di quello dei campioni di quell'anno del Sanfrecce Hiroshima, ma nonostante ciò, Endō ha deciso di restare nel club di cui è diventato icona immortale nella seconda serie nazionale.

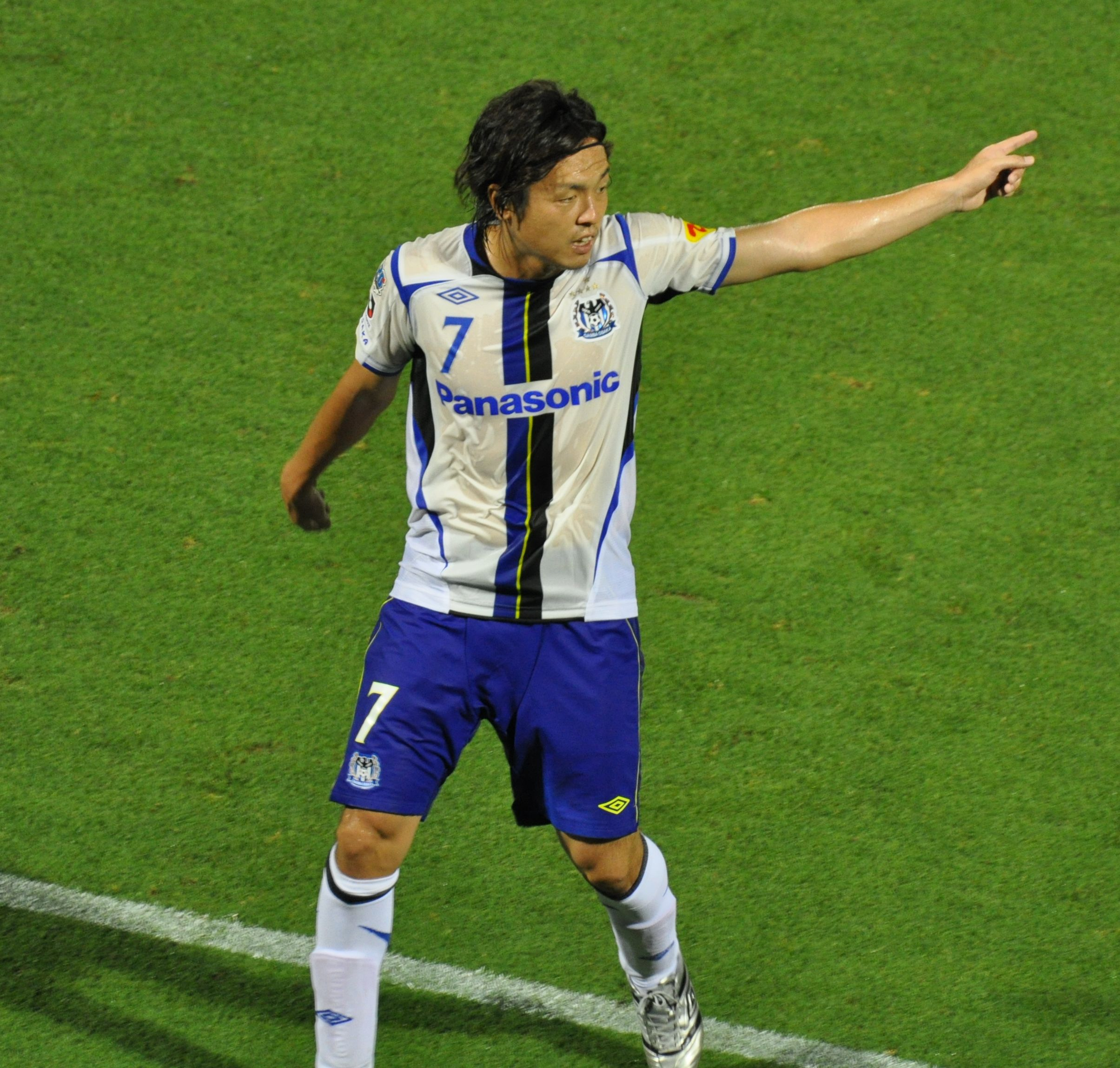
Endō festeggia con la maglia del Gamba Osaka in una partita di campionato contro l'Omiya Ardija nel 2011

Nel 2013 il veterano Tomokazu Myōjin, cede la sua fascia di capitano a Endō, così da quel momento fino al termine della stagione 2017, è divenuto capitano dei nerazzurri. A fine 2013 Endō e i suoi compagni di squadra sono riusciti di nuovo a tornare in J. League Division 1. Nel 2006 e nel 2008 diversi club europei avevano tentato di portare il giapponese oltreoceano, ma un principio di epatite C prima, e un virus poi, che l'avevano costretto a rinunciare alle Olimpiadi del 2008, avevano trattenuto in patria il "samurai blu", che poi nel 2009 si è consolato diventando il miglior calciatore asiatico dell'anno nella cerimonia tenuta a Kuala Lumpur, sconfiggendo il siriano Firas Al-Khatib, il suo ex compagno di squadra nazionale Kengo Nakamura, l'iraniano Hadi Aghily e il bahreinita Sayed Mohamed Adnan. Endō è entrato nella top 5 anche l'anno prima, ma era stato battuto da Server Djeparov. Nel 2011, dopo i Mondiali in Sudafrica, riceve ancora molte offerte da diversi club europei: tra questi c'erano anche il Liverpool, il Genoa e l'Hannover 96, ma in un'intervista, ha confessato le sue intenzioni di restare al Gamba Osaka, anche se il suo sogno era quello di giocare in un campionato più competitivo, come quelli europei o quello brasiliano.
Registra la sua 500ª presenza con la maglia del Gamba Osaka il 19 ottobre 2015 in una sfida di campionato contro l'Urawa Red Diamonds.

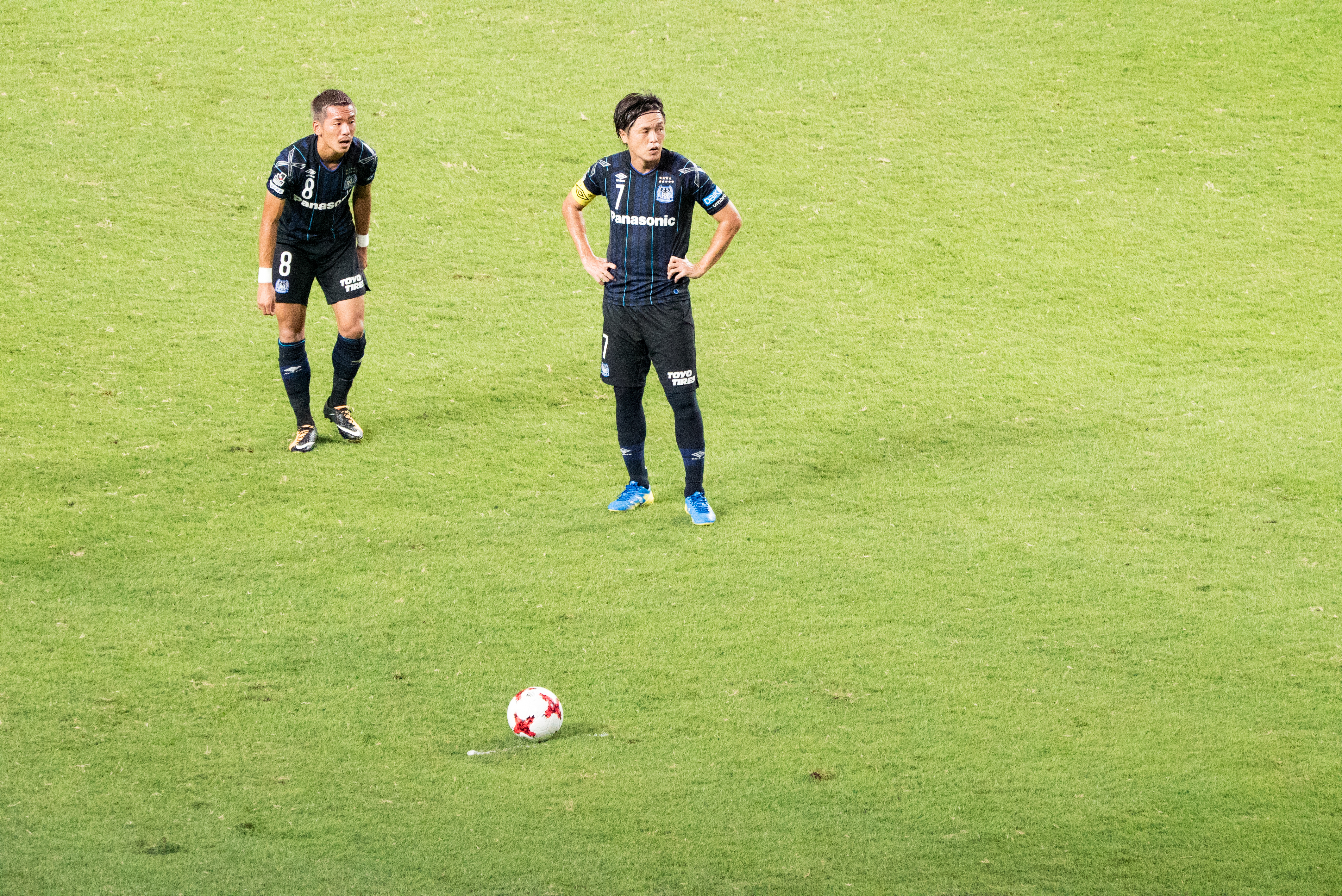
Endō (a destra), con la maglia del Gamba Osaka, in attesa di calciare una punizione nella partita di campionato del 9 settembre 2017 contro il Vissel Kobe

Il 26 ottobre 2016 segna su calcio di rigore il 100º gol della sua carriera in prima lega giapponese, in una partita di campionato contro l'Albirex Niigata.
Il 4 luglio 2020, nel derby contro il Cerezo Osaka, diventa il calciatore con più presenze in J1 League raggiungendo la 632ª partita e superando il precedente primato appartenuto a Seigō Narazaki.

##### Júbilo Iwata e ritiro
Il 5 ottobre successivo, dopo 19 anni di permanenza, lascia temporaneamente il Gamba Osaka per trasferirsi in prestito per il resto della stagione al Júbilo Iwata, club di Shizuoka militante in J2 League. Il trasferimento è dovuto principalmente dallo scarso minutaggio accumulato con il Gamba Osaka durante la stagione 2020.
Nel nuovo club indossa la maglia numero 50.
Il 10 ottobre seguente fa il suo esordio in biancoazzurro, nel pareggio per 0-0 fuori casa contro il Matsumoto Yamaga, partendo da titolare. Il 25 ottobre mette a segno il suo primo gol con la maglia del Júbilo Iwata, segnando su calcio di punizione e decidendo il momentaneo 1-1 allo Yamaha Stadium.
Il 9 gennaio 2024 annuncia il proprio ritiro da calciatore.

#### Nazionale

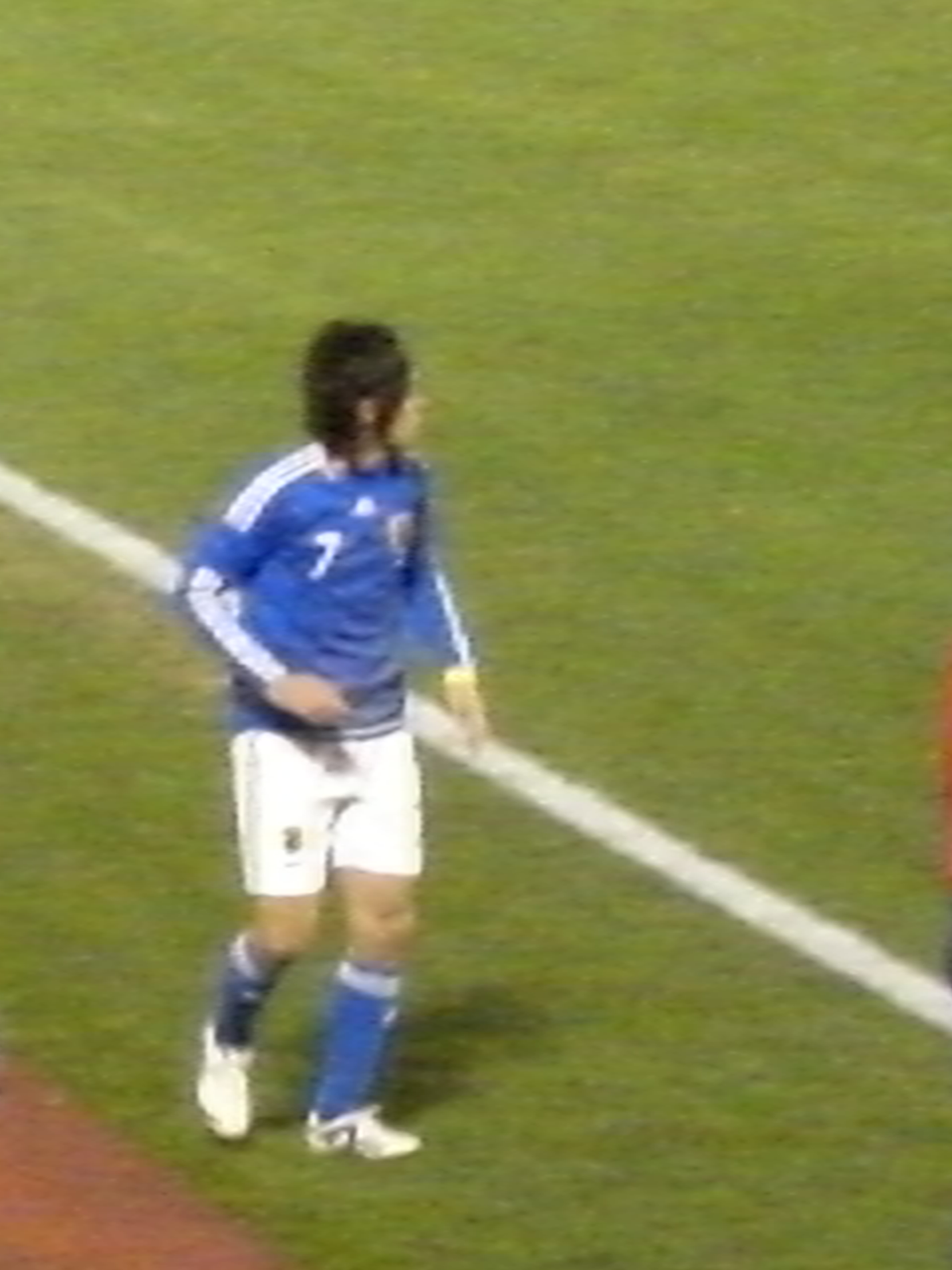
Endō in nazionale durante una partita contro la Bosnia ed Erzegovina nel 2008

L'esordio in Nazionale giunse nel novembre del 2002, contro l'Argentina che persero per 2-0. In quella partita, al 67º minuto Endō è entrato al posto di Mitsuo Ogasawara. Nella partita della Coppa d'Asia, contro il Bahrein subisce la sua prima espulsione. Successivamente vinse una Coppa d'Asia, disputata in Cina nel 2004. Nei Mondiali del 2006 in Germania viene convocato da Zico, senza disputare alcuna partita.
Partecipa anche ai Mondiali 2010 in Sudafrica, segnando contro la Danimarca su calcio di punizione da una trentina di metri dalla porta avversaria. In quella partita stava ancora per segnare, su calcio di punizione, da molto più lontano nella porta danese, quasi da metà campo, ma colpisce la traversa. In quel mondiale ha giocato tutte le partite da titolare. La sua squadra viene sconfitta poi dal Paraguay ai calci di rigore: Endō nel corso di quella partita realizzò il primo tiro dal dischetto.
Il 12 ottobre 2010 ottiene il record di presenze in assoluto del Giappone, nel corso di un'amichevole pareggiata 0-0 contro la Corea del Sud. Il 29 gennaio 2011 Endō con la nazionale vince la Coppa d'Asia giocata in Qatar. Il 26 marzo 2013 fallisce il calcio di rigore impedendo al Giappone, momentaneamente, di qualificarsi al Mondiale del 2014 in Brasile, contro la Giordania, partita persa 2-1. Ha partecipato anche alla FIFA Confederations Cup 2013 tenuta in Brasile, ma giunsero ultimi. Nel torneo Endō realizza in totale due assist, entrambi al bomber del Giappone, Shinji Okazaki.

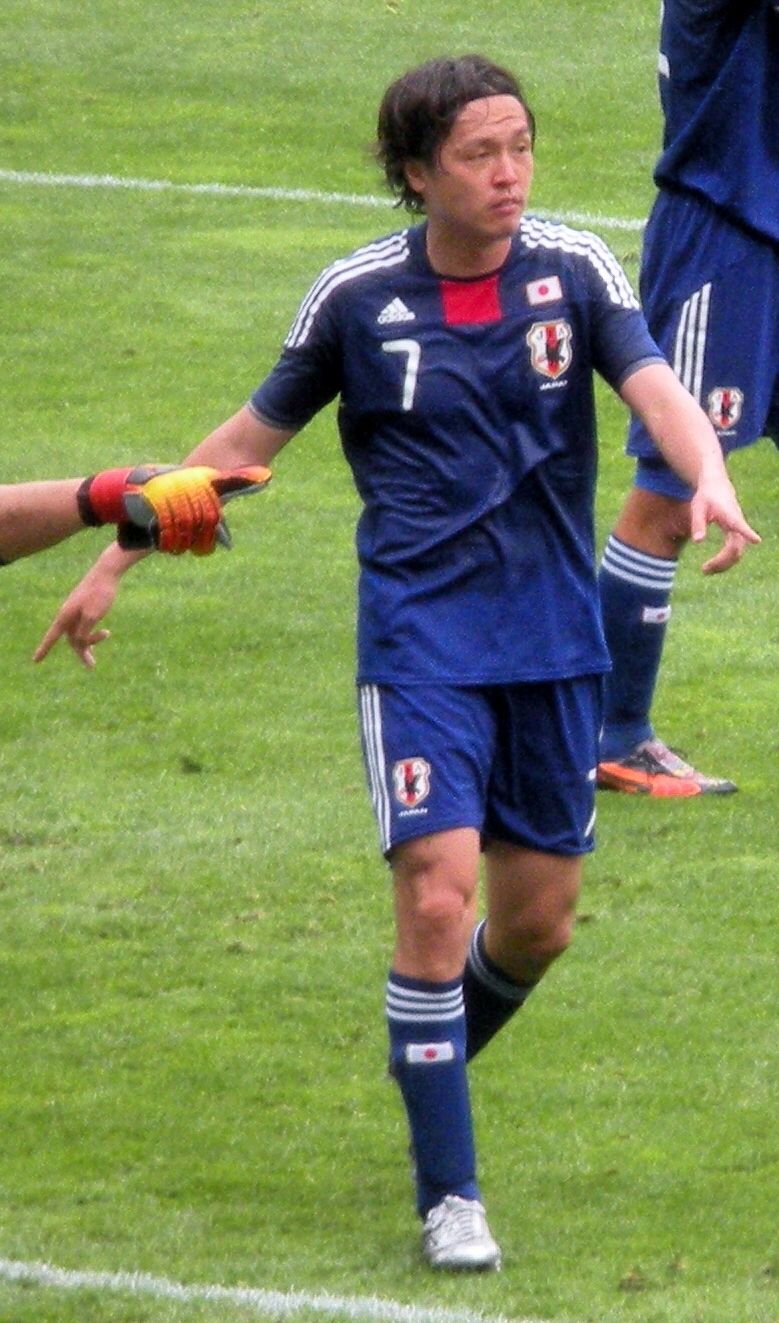
Endō in azione con la maglia del Giappone nel 2010

Nei Mondiali 2014 viene convocato dal CT Alberto Zaccheroni, non disputando neanche una gara da titolare, ma venendo messo in campo due volte contro la Costa d'Avorio e la Grecia. I giapponesi giungono ancora ultimi nel Gruppo C, perdendo due partite e pareggiandone una. Durante il Mondiale in Brasile, Endō ha spiegato in un'intervista della FIFA che lui e la maggior parte dei suoi compagni della Nazionale non parla italiano e dunque l'allenatore Alberto Zaccheroni, quando il suo interprete è assente, è costretto a comunicare con la sua squadra a gesti.
È stato scelto da Javier Aguirre per disputare la Coppa d'Asia 2015 giocata in Australia, in cui realizza il primo gol, tirando dalla distanza con un tiro speculativo, contro la Palestina, battendo il portiere del Smouha, Ramzi Saleh, nella quale, quest'ultimo, in quella partita, subisce poi altre tre reti. Nella partita successiva, contro l'Iraq, Endō gioca la sua 150ª presenza in Nazionale, senza però siglare nessun gol. Al termine della partita, vinta 1-0 grazie a un calcio di rigore realizzato da Keisuke Honda, festeggia, lui e i suoi compagni di squadra, le sue 150 presenze. La partita dopo, nei quarti di finale, contro gli Emirati Arabi Uniti, perdono la Coppa d'Asia 2015 ai calci di rigore: in quella partita, Endō è uscito dal campo al 54º per dar posto al suo erede, Gaku Shibasaki, che dopo 27 minuti di gioco porta il Giappone ai calci di rigore, grazie ad un suo gol. Al posto di Javier Aguirre è subentrato Vahid Halilhodžić, che ha deciso di non convocare più Endō, il calciatore ancora più presente sul campo nipponico (152 presenze), a causa della sua longevità.

### Allenatore
Nello stesso giorno dell'annuncio del suo ritiro, viene annunciato come nuovo collaboratore tecnico del Gamba Osaka.

## Statistiche

### Presenze e reti nei club
Statistiche aggiornate al 7 ottobre  2023.
| Stagione            | Squadra                 | Campionato          | Campionato | Campionato | Coppa dell'Imperatore | Coppa dell'Imperatore | Coppa dell'Imperatore | Coppa J. League | Coppa J. League | Coppa J. League | AFC Champions League | AFC Champions League | AFC Champions League | Altre coppe | Altre coppe | Altre coppe | Totale | Totale |
| Stagione            | Squadra                 | Comp                | Pres       | Reti       | Comp                  | Pres                  | Reti                  | Comp            | Pres            | Reti            | Comp                 | Pres                 | Reti                 | Comp        | Pres        | Reti        | Pres   | Reti   |
| ------------------- | ----------------------- | ------------------- | ---------- | ---------- | --------------------- | --------------------- | --------------------- | --------------- | --------------- | --------------- | -------------------- | -------------------- | -------------------- | ----------- | ----------- | ----------- | ------ | ------ |
| 1997                | Kagoshima Jitsugyō H.S. | -                   | -          | -          | CI                    | 1                     | 0                     | CJL             | -               | -               |                      | -                    | -                    | -           | -           | -           | 1      | 0      |
| 1998                | Yokohama Flügels        | J                   | 16         | 1          | CI                    | -                     | -                     | CJL             | 4               | 0               |                      | -                    | -                    | -           | -           | -           | 20     | 1      |
| 1999                | Kyoto Sanga             | J1                  | 24         | 4          | CI                    | 2                     | 0                     | CJL             | 2               | 0               |                      | -                    | -                    | -           | -           | -           | 28     | 4      |
| 2000                | Kyoto Sanga             | J1                  | 29         | 5          | CI                    | 1                     | 0                     | CJL             | 6               | 1               |                      | -                    | -                    | -           | -           | -           | 36     | 6      |
| Totale Kyoto Sanga  | Totale Kyoto Sanga      | Totale Kyoto Sanga  | 53         | 9          |                       | 3                     | 0                     |                 | 8               | 1               |                      | -                    | -                    |             | -           | -           | 64     | 10     |
| 2001                | Gamba Osaka             | J1                  | 29         | 4          | CI                    | 3                     | 1                     | CJL             | 4               | 0               |                      | -                    | -                    | -           | -           | -           | 36     | 5      |
| 2002                | Gamba Osaka             | J1                  | 30         | 5          | CI                    | 1                     | 0                     | CJL             | 8               | 1               |                      | -                    | -                    | -           | -           | -           | 39     | 6      |
| 2003                | Gamba Osaka             | J1                  | 30         | 4          | CI                    | 2                     | 0                     | CJL             | 6               | 0               | AFC                  | -                    | -                    | -           | -           | -           | 38     | 4      |
| 2004                | Gamba Osaka             | J1                  | 29         | 9          | CI                    | 3                     | 0                     | CJL             | -               | -               | AFC                  | -                    | -                    | -           | -           | -           | 32     | 9      |
| 2005                | Gamba Osaka             | J1                  | 33         | 10         | CI                    | 2                     | 0                     | CJL             | 4               | 0               | AFC                  | -                    | -                    | -           | -           | -           | 39     | 10     |
| 2006                | Gamba Osaka             | J1                  | 25         | 9          | CI                    | 4                     | 1                     | CJL             | -               | -               | AFC                  | 5                    | 3                    | SdG+A3cc    | 1+3         | 0+1         | 38     | 14     |
| 2007                | Gamba Osaka             | J1                  | 34         | 8          | CI                    | 4                     | 0                     | CJL             | 8               | 1               | AFC                  | -                    | -                    | SdG         | 1           | 0           | 47     | 9      |
| 2008                | Gamba Osaka             | J1                  | 27         | 6          | CI                    | 3                     | 0                     | CJL             | 1               | 0               | AFC                  | 10                   | 3                    | Cmc         | 3           | 2           | 44     | 11     |
| 2009                | Gamba Osaka             | J1                  | 32         | 10         | CI                    | 4                     | 3                     | CJL             | 2               | 0               | AFC                  | 6                    | 1                    | SdG         | 1           | 0           | 45     | 14     |
| 2010                | Gamba Osaka             | J1                  | 30         | 3          | CI                    | 2                     | 2                     | CJL             | -               | -               | AFC                  | 3                    | 0                    | SdG         | 1           | 0           | 36     | 5      |
| 2011                | Gamba Osaka             | J1                  | 33         | 4          | CI                    | -                     | -                     | CJL             | -               | -               | AFC                  | 7                    | 1                    | -           | -           | -           | 40     | 5      |
| 2012                | Gamba Osaka             | J1                  | 34         | 5          | CI                    | 4                     | 3                     | CJL             | 2               | 0               | AFC                  | 4                    | 1                    | -           | -           | -           | 44     | 9      |
| 2013                | Gamba Osaka             | J2                  | 33         | 5          | CI                    | -                     | -                     | CJL             | -               | -               | AFC                  | -                    | -                    | -           | -           | -           | 33     | 5      |
| 2014                | Gamba Osaka             | J1                  | 34         | 6          | CI                    | 5                     | 0                     | CJL             | 6               | 0               | AFC                  | -                    | -                    | -           | -           | -           | 45     | 6      |
| 2015                | Gamba Osaka             | J1                  | 34+3       | 5+0        | CI                    | 4                     | 0                     | CJL             | 3               | 1               | AFC                  | 12                   | 0                    | SdG+cSB     | 1+1         | 0+0         | 58     | 6      |
| 2016                | Gamba Osaka             | J1                  | 34         | 2          | CI                    | 2                     | 0                     | CJL             | 3               | 1               | AFC                  | 5                    | 1                    | SdG         | 1           | 0           | 45     | 4      |
| 2017                | Gamba Osaka             | J1                  | 31         | 1          | CI                    | 1                     | 0                     | CJL             | 4               | 0               | AFC                  | 7                    | 0                    | -           | -           | -           | 43     | 1      |
| 2018                | Gamba Osaka             | J1                  | 34         | 1          | CI                    | 1                     | 0                     | CJL             | 6               | 0               | AFC                  | -                    | -                    | -           | -           | -           | 41     | 1      |
| 2019                | Gamba Osaka             | J1                  | 28         | 1          | CI                    | 1                     | 0                     | CJL             | 5               | 0               | AFC                  | -                    | -                    | -           | -           | -           | 34     | 1      |
| gen.-ott. 2020      | Gamba Osaka             | J1                  | 11         | 0          | CI                    | -                     | -                     | CJL             | 2               | 0               | AFC                  | -                    | -                    | -           | -           | -           | 13     | 0      |
| Totale Gamba Osaka  | Totale Gamba Osaka      | Totale Gamba Osaka  | 605+3      | 98+0       |                       | 46                    | 10                    |                 | 64              | 4               |                      | 59                   | 10                   |             | 13          | 3           | 790    | 125    |
| ott.-dic. 2020      | Júbilo Iwata            | J2                  | 15         | 2          | CI                    | -                     | -                     | CJL             | -               | -               | -                    | -                    | -                    | -           | -           | -           | 15     | 2      |
| 2021                | Júbilo Iwata            | J2                  | 35         | 3          | CI                    | -                     | -                     | CJL             | -               | -               | -                    | -                    | -                    | -           | -           | -           | 35     | 3      |
| 2022                | Júbilo Iwata            | J1                  | 31         | 0          | CI                    | -                     | -                     | CJL             | 1               | 0               | -                    | -                    | -                    | -           | -           | -           | 32     | 0      |
| 2023                | Júbilo Iwata            | J2                  | 21         | 0          | CI                    | 2                     | 0                     | CJL             | 1               | 0               | -                    | -                    | -                    | -           | -           | -           | 24     | 0      |
| Totale Júbilo Iwata | Totale Júbilo Iwata     | Totale Júbilo Iwata | 102        | 5          |                       | 2                     | 0                     |                 | 2               | 0               |                      | -                    | -                    |             | -           | -           | 106    | 5      |
| Totale carriera     | Totale carriera         | Totale carriera     | 775+3      | 113+0      |                       | 52                    | 10                    |                 | 78              | 5               |                      | 59                   | 10                   |             | 13          | 3           | 981    | 141    |

### Cronologia presenze e reti in nazionale
| Cronologia completa delle presenze e delle reti in nazionale ― Giappone | Cronologia completa delle presenze e delle reti in nazionale ― Giappone | Cronologia completa delle presenze e delle reti in nazionale ― Giappone | Cronologia completa delle presenze e delle reti in nazionale ― Giappone | Cronologia completa delle presenze e delle reti in nazionale ― Giappone | Cronologia completa delle presenze e delle reti in nazionale ― Giappone | Cronologia completa delle presenze e delle reti in nazionale ― Giappone | Cronologia completa delle presenze e delle reti in nazionale ― Giappone |
| Data                                                                    | Città                                                                   | In casa                                                                 | Risultato                                                               | Ospiti                                                                  | Competizione                                                            | Reti                                                                    | Note                                                                    |
| ----------------------------------------------------------------------- | ----------------------------------------------------------------------- | ----------------------------------------------------------------------- | ----------------------------------------------------------------------- | ----------------------------------------------------------------------- | ----------------------------------------------------------------------- | ----------------------------------------------------------------------- | ----------------------------------------------------------------------- |
| 20-11-2002                                                              | Saitama                                                                 | Giappone                                                                | 0 – 2                                                                   | Argentina                                                               | Amichevole                                                              | -                                                                       | 67’                                                                     |
| 31-5-2003                                                               | Tokyo                                                                   | Giappone                                                                | 0 – 1                                                                   | Corea del Sud                                                           | Amichevole                                                              | -                                                                       | 65’                                                                     |
| 11-6-2003                                                               | Saitama                                                                 | Giappone                                                                | 0 – 0                                                                   | Paraguay                                                                | Amichevole                                                              | -                                                                       |                                                                         |
| 18-6-2003                                                               | Saint-Denis                                                             | Nuova Zelanda                                                           | 0 – 3                                                                   | Giappone                                                                | Conf. Cup 2003 - 1º turno                                               | -                                                                       |                                                                         |
| 20-6-2003                                                               | Saint-Étienne                                                           | Francia                                                                 | 2 – 1                                                                   | Giappone                                                                | Conf. Cup 2003 - 1º turno                                               | -                                                                       |                                                                         |
| 22-6-2003                                                               | Saint-Étienne                                                           | Giappone                                                                | 0 – 1                                                                   | Colombia                                                                | Conf. Cup 2003 - 1º turno                                               | -                                                                       | 82’                                                                     |
| 20-8-2003                                                               | Tokyo                                                                   | Giappone                                                                | 3 – 0                                                                   | Nigeria                                                                 | Amichevole                                                              | 1                                                                       |                                                                         |
| 10-9-2003                                                               | Niigata                                                                 | Giappone                                                                | 0 – 1                                                                   | Senegal                                                                 | Amichevole                                                              | -                                                                       | 73’                                                                     |
| 19-11-2003                                                              | Ōita                                                                    | Giappone                                                                | 0 – 0                                                                   | Camerun                                                                 | Amichevole                                                              | -                                                                       | 80’                                                                     |
| 4-12-2003                                                               | Tokyo                                                                   | Giappone                                                                | 2 – 0                                                                   | Cina                                                                    | Coppa dell'Asia orientale 2003                                          | -                                                                       |                                                                         |
| 7-12-2003                                                               | Saitama                                                                 | Giappone                                                                | 1 – 0                                                                   | Hong Kong                                                               | Coppa dell'Asia orientale 2003                                          | -                                                                       | 67’                                                                     |
| 10-12-2003                                                              | Yokohama                                                                | Giappone                                                                | 0 – 0                                                                   | Corea del Sud                                                           | Coppa dell'Asia orientale 2003                                          | -                                                                       |                                                                         |
| 7-2-2004                                                                | Kashima                                                                 | Giappone                                                                | 4 – 0                                                                   | Malaysia                                                                | Amichevole                                                              | 1                                                                       |                                                                         |
| 12-2-2004                                                               | Tokyo                                                                   | Giappone                                                                | 2 – 0                                                                   | Iraq                                                                    | Amichevole                                                              | -                                                                       |                                                                         |
| 18-2-2004                                                               | Saitama                                                                 | Giappone                                                                | 1 – 0                                                                   | Oman                                                                    | Qual. Mondiali 2006                                                     | -                                                                       | 64’                                                                     |
| 25-4-2004                                                               | Zalaegerszeg                                                            | Ungheria                                                                | 3 – 2                                                                   | Giappone                                                                | Amichevole                                                              | -                                                                       |                                                                         |
| 28-4-2004                                                               | Praga                                                                   | Rep. Ceca                                                               | 0 – 1                                                                   | Giappone                                                                | Amichevole                                                              | -                                                                       | 65’                                                                     |
| 30-5-2004                                                               | Manchester                                                              | Islanda                                                                 | 2 – 3                                                                   | Giappone                                                                | Amichevole                                                              | -                                                                       | 60’                                                                     |
| 9-7-2004                                                                | Hiroshima                                                               | Giappone                                                                | 3 – 1                                                                   | Slovacchia                                                              | Amichevole                                                              | -                                                                       |                                                                         |
| 13-7-2004                                                               | Yokohama                                                                | Giappone                                                                | 1 – 0                                                                   | Serbia e Montenegro                                                     | Amichevole                                                              | 1                                                                       |                                                                         |
| 20-7-2004                                                               | Chongqing                                                               | Giappone                                                                | 1 – 0                                                                   | Oman                                                                    | Coppa d'Asia 2004 - 1º turno                                            | -                                                                       |                                                                         |
| 24-7-2004                                                               | Chongqing                                                               | Thailandia                                                              | 1 – 4                                                                   | Giappone                                                                | Coppa d'Asia 2004 - 1º turno                                            | -                                                                       |                                                                         |
| 28-7-2004                                                               | Chongqing                                                               | Giappone                                                                | 0 – 0                                                                   | Iran                                                                    | Coppa d'Asia 2004 - 1º turno                                            | -                                                                       |                                                                         |
| 31-7-2004                                                               | Chongqing                                                               | Giappone                                                                | 1 – 1 dts (4 – 3 dtr)                                                   | Giordania                                                               | Coppa d'Asia 2004 - Quarti di finale                                    | -                                                                       | 56’                                                                     |
| 3-8-2004                                                                | Jinan                                                                   | Bahrein                                                                 | 3 – 4 dts                                                               | Giappone                                                                | Coppa d'Asia 2004 - Semifinale                                          | -                                                                       | 40’                                                                     |
| 18-8-2004                                                               | Shizuoka                                                                | Giappone                                                                | 1 – 2                                                                   | Argentina                                                               | Amichevole                                                              | -                                                                       | 57’                                                                     |
| 17-11-2004                                                              | Saitama                                                                 | Giappone                                                                | 1 – 0                                                                   | Singapore                                                               | Qual. Mondiali 2006                                                     | -                                                                       |                                                                         |
| 16-12-2004                                                              | Yokohama                                                                | Giappone                                                                | 0 – 3                                                                   | Germania                                                                | Amichevole                                                              | -                                                                       | 70’                                                                     |
| 29-1-2005                                                               | Yokohama                                                                | Giappone                                                                | 4 – 0                                                                   | Kazakistan                                                              | Amichevole                                                              | -                                                                       | 88’                                                                     |
| 2-2-2005                                                                | Saitama                                                                 | Giappone                                                                | 3 – 0                                                                   | Siria                                                                   | Amichevole                                                              | -                                                                       | 10’ 71’                                                                 |
| 9-2-2005                                                                | Saitama                                                                 | Giappone                                                                | 2 – 1                                                                   | Corea del Nord                                                          | Qual. Mondiali 2006                                                     | -                                                                       |                                                                         |
| 22-5-2005                                                               | Niigata                                                                 | Giappone                                                                | 0 – 1                                                                   | Perù                                                                    | Amichevole                                                              | -                                                                       |                                                                         |
| 8-6-2005                                                                | Bangkok                                                                 | Corea del Nord                                                          | 0 – 2                                                                   | Giappone                                                                | Qual. Mondiali 2006                                                     | -                                                                       | 85’                                                                     |
| 19-6-2005                                                               | Francoforte                                                             | Grecia                                                                  | 0 – 1                                                                   | Giappone                                                                | Conf. Cup 2005 - 1º turno                                               | -                                                                       | 74’                                                                     |
| 31-7-2005                                                               | Daejeon                                                                 | Corea del Nord                                                          | 1 – 0                                                                   | Giappone                                                                | Coppa dell'Asia orientale 2005                                          | -                                                                       | 62’ 77’                                                                 |
| 17-8-2005                                                               | Yokohama                                                                | Giappone                                                                | 2 – 1                                                                   | Iran                                                                    | Qual. Mondiali 2006                                                     | -                                                                       | 84’                                                                     |
| 10-2-2006                                                               | San Francisco                                                           | Stati Uniti                                                             | 3 – 2                                                                   | Giappone                                                                | Amichevole                                                              | -                                                                       | 26’ 46’                                                                 |
| 22-2-2006                                                               | Yokohama                                                                | Giappone                                                                | 6 – 0                                                                   | India                                                                   | Qual. Coppa d'Asia 2007                                                 | -                                                                       | 72’                                                                     |
| 9-5-2006                                                                | Osaka                                                                   | Giappone                                                                | 1 – 2                                                                   | Bulgaria                                                                | Amichevole                                                              | -                                                                       |                                                                         |
| 13-5-2006                                                               | Saitama                                                                 | Giappone                                                                | 0 – 0                                                                   | Scozia                                                                  | Amichevole                                                              | -                                                                       | 73’                                                                     |
| 16-8-2006                                                               | Niigata                                                                 | Giappone                                                                | 2 – 0                                                                   | Yemen                                                                   | Qual. Coppa d'Asia 2007                                                 | -                                                                       | 71’                                                                     |
| 3-9-2006                                                                | Jeddah                                                                  | Arabia Saudita                                                          | 1 – 0                                                                   | Giappone                                                                | Qual. Coppa d'Asia 2007                                                 | -                                                                       |                                                                         |
| 6-9-2006                                                                | Sana'a                                                                  | Yemen                                                                   | 0 – 1                                                                   | Giappone                                                                | Qual. Coppa d'Asia 2007                                                 | -                                                                       |                                                                         |
| 4-10-2006                                                               | Yokohama                                                                | Giappone                                                                | 0 – 1                                                                   | Ghana                                                                   | Amichevole                                                              | -                                                                       | 75’                                                                     |
| 24-3-2007                                                               | Yokohama                                                                | Giappone                                                                | 2 – 0                                                                   | Perù                                                                    | Amichevole                                                              | -                                                                       | 68’                                                                     |
| 1-6-2007                                                                | Shizuoka                                                                | Giappone                                                                | 2 – 0                                                                   | Montenegro                                                              | Amichevole                                                              | -                                                                       | cap. 80’                                                                |
| 5-6-2007                                                                | Saitama                                                                 | Giappone                                                                | 0 – 0                                                                   | Colombia                                                                | Amichevole                                                              | -                                                                       | 80’                                                                     |
| 9-7-2007                                                                | Hanoi                                                                   | Giappone                                                                | 1 – 1                                                                   | Qatar                                                                   | Coppa d'Asia 2007 - 1º turno                                            | -                                                                       |                                                                         |
| 13-7-2007                                                               | Hanoi                                                                   | Emirati Arabi Uniti                                                     | 1 – 3                                                                   | Giappone                                                                | Coppa d'Asia 2007 - 1º turno                                            | -                                                                       |                                                                         |
| 16-7-2007                                                               | Hanoi                                                                   | Vietnam                                                                 | 1 – 4                                                                   | Giappone                                                                | Coppa d'Asia 2007 - 1º turno                                            | 1                                                                       | 68’                                                                     |
| 21-7-2007                                                               | Hanoi                                                                   | Giappone                                                                | 1 – 1 dts (4 – 3 dtr)                                                   | Australia                                                               | Coppa d'Asia 2007 - Quarti di finale                                    | -                                                                       |                                                                         |
| 25-7-2007                                                               | Hanoi                                                                   | Giappone                                                                | 2 – 3                                                                   | Arabia Saudita                                                          | Coppa d'Asia 2007 - Semifinale                                          | -                                                                       | 74’                                                                     |
| 28-7-2007                                                               | Palembang                                                               | Corea del Sud                                                           | 0 – 0 dts (6 – 5 dtr)                                                   | Giappone                                                                | Coppa d'Asia 2007 - 3º posto                                            | -                                                                       |                                                                         |
| 22-8-2007                                                               | Oita                                                                    | Giappone                                                                | 2 – 0                                                                   | Camerun                                                                 | Amichevole                                                              | -                                                                       | 63’                                                                     |
| 7-9-2007                                                                | Klagenfurt                                                              | Austria                                                                 | 0 – 0 dts (4 – 3 dtr)                                                   | Giappone                                                                | Amichevole                                                              | -                                                                       |                                                                         |
| 11-9-2007                                                               | Klagenfurt                                                              | Giappone                                                                | 4 – 3                                                                   | Svizzera                                                                | Amichevole                                                              | -                                                                       | 87’                                                                     |
| 17-10-2007                                                              | Osaka                                                                   | Giappone                                                                | 4 – 1                                                                   | Egitto                                                                  | AFC Challenge Cup 2007                                                  | -                                                                       | 73’                                                                     |
| 26-1-2008                                                               | Tokyo                                                                   | Giappone                                                                | 0 – 0                                                                   | Cile                                                                    | Amichevole                                                              | -                                                                       |                                                                         |
| 30-1-2008                                                               | Shizuoka                                                                | Giappone                                                                | 3 – 0                                                                   | Bosnia ed Erzegovina                                                    | Amichevole                                                              | -                                                                       |                                                                         |
| 6-2-2008                                                                | Saitama                                                                 | Giappone                                                                | 4 – 1                                                                   | Thailandia                                                              | Qual. Mondiali 2010                                                     | 1                                                                       |                                                                         |
| 17-2-2008                                                               | Chongqing                                                               | Giappone                                                                | 1 – 1                                                                   | Corea del Nord                                                          | Coppa dell'Asia orientale 2008                                          | -                                                                       |                                                                         |
| 20-2-2008                                                               | Chongqing                                                               | Cina                                                                    | 0 – 1                                                                   | Giappone                                                                | Coppa dell'Asia orientale 2008                                          | -                                                                       |                                                                         |
| 23-2-2008                                                               | Chongqing                                                               | Giappone                                                                | 1 – 1                                                                   | Corea del Sud                                                           | Coppa dell'Asia orientale 2008                                          | -                                                                       |                                                                         |
| 26-3-2008                                                               | Manama                                                                  | Bahrein                                                                 | 1 – 0                                                                   | Giappone                                                                | Qual. Mondiali 2010                                                     | -                                                                       | 56’                                                                     |
| 24-5-2008                                                               | Toyota                                                                  | Giappone                                                                | 1 – 0                                                                   | Costa d'Avorio                                                          | Amichevole                                                              | -                                                                       |                                                                         |
| 27-5-2008                                                               | Saitama                                                                 | Giappone                                                                | 0 – 0                                                                   | Paraguay                                                                | Amichevole                                                              | -                                                                       | 46’                                                                     |
| 2-6-2008                                                                | Yokohama                                                                | Giappone                                                                | 3 – 0                                                                   | Oman                                                                    | Qual. Mondiali 2010                                                     | -                                                                       |                                                                         |
| 7-6-2008                                                                | Mascate                                                                 | Oman                                                                    | 1 – 1                                                                   | Giappone                                                                | Qual. Mondiali 2010                                                     | 1                                                                       |                                                                         |
| 14-6-2008                                                               | Bangkok                                                                 | Thailandia                                                              | 0 – 3                                                                   | Giappone                                                                | Qual. Mondiali 2010                                                     | -                                                                       |                                                                         |
| 22-6-2008                                                               | Saitama                                                                 | Giappone                                                                | 1 – 0                                                                   | Bahrein                                                                 | Qual. Mondiali 2010                                                     | -                                                                       |                                                                         |
| 6-9-2008                                                                | Manama                                                                  | Bahrein                                                                 | 2 – 3                                                                   | Giappone                                                                | Qual. Mondiali 2010                                                     | 1                                                                       |                                                                         |
| 15-10-2008                                                              | Saitama                                                                 | Giappone                                                                | 1 – 1                                                                   | Uzbekistan                                                              | Qual. Mondiali 2010                                                     | -                                                                       |                                                                         |
| 19-11-2008                                                              | Doha                                                                    | Qatar                                                                   | 0 – 3                                                                   | Giappone                                                                | Qual. Mondiali 2010                                                     | -                                                                       |                                                                         |
| 4-2-2009                                                                | Tokyo                                                                   | Giappone                                                                | 5 – 1                                                                   | Finlandia                                                               | Amichevole                                                              | -                                                                       | 77’                                                                     |
| 11-2-2009                                                               | Yokohama                                                                | Giappone                                                                | 0 – 0                                                                   | Australia                                                               | Qual. Mondiali 2010                                                     | -                                                                       |                                                                         |
| 28-3-2009                                                               | Saitama                                                                 | Giappone                                                                | 1 – 0                                                                   | Bahrein                                                                 | Qual. Mondiali 2010                                                     | -                                                                       |                                                                         |
| 27-5-2009                                                               | Osaka                                                                   | Giappone                                                                | 4 – 0                                                                   | Cile                                                                    | Amichevole                                                              | -                                                                       | 61’                                                                     |
| 31-5-2009                                                               | Tokyo                                                                   | Giappone                                                                | 4 – 0                                                                   | Belgio                                                                  | Amichevole                                                              | -                                                                       | 62’                                                                     |
| 6-6-2009                                                                | Tashkent                                                                | Uzbekistan                                                              | 0 – 1                                                                   | Giappone                                                                | Qual. Mondiali 2010                                                     | -                                                                       | 59’                                                                     |
| 5-9-2009                                                                | Enschede                                                                | Paesi Bassi                                                             | 3 – 0                                                                   | Giappone                                                                | Amichevole                                                              | -                                                                       |                                                                         |
| 9-9-2009                                                                | Utrecht                                                                 | Giappone                                                                | 4 – 3                                                                   | Ghana                                                                   | Amichevole                                                              | -                                                                       |                                                                         |
| 8-10-2009                                                               | Shizuoka                                                                | Giappone                                                                | 6 – 0                                                                   | Hong Kong                                                               | Qual. Coppa d'Asia 2011                                                 | -                                                                       |                                                                         |
| 14-10-2009                                                              | Rifu                                                                    | Giappone                                                                | 5 – 0                                                                   | Togo                                                                    | Amichevole                                                              | -                                                                       | 46’                                                                     |
| 14-11-2009                                                              | Port Elizabeth                                                          | Sudafrica                                                               | 0 – 0                                                                   | Giappone                                                                | Amichevole                                                              | -                                                                       |                                                                         |
| 18-11-2009                                                              | Hong Kong                                                               | Hong Kong                                                               | 0 – 4                                                                   | Giappone                                                                | Qual. Coppa d'Asia 2011                                                 | -                                                                       | 86’                                                                     |
| 2-2-2010                                                                | Oita                                                                    | Giappone                                                                | 0 – 0                                                                   | Venezuela                                                               | Amichevole                                                              | -                                                                       |                                                                         |
| 6-2-2010                                                                | Tokyo                                                                   | Giappone                                                                | 0 – 0                                                                   | Cina                                                                    | Coppa dell'Asia orientale 2010                                          | -                                                                       |                                                                         |
| 11-2-2010                                                               | Tokyo                                                                   | Giappone                                                                | 3 – 0                                                                   | Hong Kong                                                               | Coppa dell'Asia orientale 2010                                          | -                                                                       |                                                                         |
| 14-2-2010                                                               | Tokyo                                                                   | Giappone                                                                | 1 – 3                                                                   | Corea del Sud                                                           | Coppa dell'Asia orientale 2010                                          | 1                                                                       |                                                                         |
| 3-3-2010                                                                | Toyota                                                                  | Giappone                                                                | 2 – 0                                                                   | Bahrein                                                                 | Qual. Coppa d'Asia 2011                                                 | -                                                                       | 83’                                                                     |
| 7-4-2010                                                                | Osaka                                                                   | Giappone                                                                | 0 – 3                                                                   | Serbia                                                                  | Amichevole                                                              | -                                                                       | 82’                                                                     |
| 24-5-2010                                                               | Saitama                                                                 | Giappone                                                                | 0 – 2                                                                   | Corea del Sud                                                           | Amichevole                                                              | -                                                                       | 74’ 79’                                                                 |
| 30-5-2010                                                               | Graz                                                                    | Giappone                                                                | 1 – 2                                                                   | Inghilterra                                                             | Amichevole                                                              | -                                                                       | 86’                                                                     |
| 4-6-2010                                                                | Sion                                                                    | Giappone                                                                | 0 – 2                                                                   | Costa d'Avorio                                                          | Amichevole                                                              | -                                                                       | 46’                                                                     |
| 14-6-2010                                                               | Bloemfontein                                                            | Giappone                                                                | 1 – 0                                                                   | Camerun                                                                 | Mondiali 2010 - 1º turno                                                | -                                                                       |                                                                         |
| 19-6-2010                                                               | Durban                                                                  | Paesi Bassi                                                             | 1 – 0                                                                   | Giappone                                                                | Mondiali 2010 - 1º turno                                                | -                                                                       |                                                                         |
| 24-6-2010                                                               | Rustenburg                                                              | Danimarca                                                               | 1 – 3                                                                   | Giappone                                                                | Mondiali 2010 - 1º turno                                                | 1                                                                       | 12’ 90’                                                                 |
| 29-6-2010                                                               | Pretoria                                                                | Paraguay                                                                | 0 – 0 dts (5 – 3 dtr)                                                   | Giappone                                                                | Mondiali 2010 - Ottavi di finale                                        | -                                                                       | 113’                                                                    |
| 8-10-2010                                                               | Saitama                                                                 | Giappone                                                                | 1 – 0                                                                   | Argentina                                                               | Amichevole                                                              | -                                                                       | 71’                                                                     |
| 12-10-2010                                                              | Seul                                                                    | Corea del Sud                                                           | 0 – 0                                                                   | Giappone                                                                | Amichevole                                                              | -                                                                       | 85’                                                                     |
| 9-1-2011                                                                | Doha                                                                    | Giappone                                                                | 1 – 1                                                                   | Giordania                                                               | Coppa d'Asia 2011 - 1º turno                                            | -                                                                       |                                                                         |
| 13-1-2011                                                               | Doha                                                                    | Siria                                                                   | 1 – 2                                                                   | Giappone                                                                | Coppa d'Asia 2011 - 1º turno                                            | -                                                                       |                                                                         |
| 17-1-2011                                                               | Al Rayyan                                                               | Giappone                                                                | 5 – 0                                                                   | Arabia Saudita                                                          | Coppa d'Asia 2011 - 1º turno                                            | -                                                                       | 82’                                                                     |
| 21-1-2011                                                               | Doha                                                                    | Giappone                                                                | 3 – 2                                                                   | Qatar                                                                   | Coppa d'Asia 2011 - Quarti di finale                                    | -                                                                       | 33’                                                                     |
| 25-1-2011                                                               | Doha                                                                    | Giappone                                                                | 2 – 2 dts (3 - 0 dtr)                                                   | Corea del Sud                                                           | Coppa d'Asia 2011 - Semifinale                                          | -                                                                       |                                                                         |
| 29-1-2011                                                               | Doha                                                                    | Australia                                                               | 0 – 1 dts                                                               | Giappone                                                                | Coppa d'Asia 2011 - Finale                                              | -                                                                       | [ 13 ]                                                                  |
| 1-6-2011                                                                | Niigata                                                                 | Giappone                                                                | 0 – 0                                                                   | Perù                                                                    | Amichevole                                                              | -                                                                       |                                                                         |
| 7-6-2011                                                                | Yokohama                                                                | Giappone                                                                | 0 – 0                                                                   | Rep. Ceca                                                               | Amichevole                                                              | -                                                                       | 64’                                                                     |
| 10-8-2011                                                               | Sapporo                                                                 | Giappone                                                                | 3 – 0                                                                   | Corea del Sud                                                           | Amichevole                                                              | -                                                                       | 73’                                                                     |
| 2-9-2011                                                                | Saitama                                                                 | Giappone                                                                | 1 – 0                                                                   | Corea del Nord                                                          | Qual. Mondiali 2014                                                     | -                                                                       |                                                                         |
| 6-9-2011                                                                | Tashkent                                                                | Uzbekistan                                                              | 1 – 1                                                                   | Giappone                                                                | Qual. Mondiali 2014                                                     | -                                                                       |                                                                         |
| 11-10-2011                                                              | Osaka                                                                   | Giappone                                                                | 8 – 0                                                                   | Tagikistan                                                              | Qual. Mondiali 2014                                                     | -                                                                       |                                                                         |
| 11-11-2011                                                              | Dushanbe                                                                | Tagikistan                                                              | 0 – 4                                                                   | Giappone                                                                | Qual. Mondiali 2014                                                     | -                                                                       |                                                                         |
| 24-2-2012                                                               | Osaka                                                                   | Giappone                                                                | 3 – 1                                                                   | Islanda                                                                 | Amichevole                                                              | -                                                                       | cap.                                                                    |
| 29-2-2012                                                               | Toyota                                                                  | Giappone                                                                | 0 – 1                                                                   | Uzbekistan                                                              | Qual. Mondiali 2014                                                     | -                                                                       |                                                                         |
| 3-6-2012                                                                | Saitama                                                                 | Giappone                                                                | 3 – 0                                                                   | Oman                                                                    | Qual. Mondiali 2014                                                     | -                                                                       | 86’                                                                     |
| 8-6-2012                                                                | Saitama                                                                 | Giappone                                                                | 6 – 0                                                                   | Giordania                                                               | Qual. Mondiali 2014                                                     | -                                                                       |                                                                         |
| 12-6-2012                                                               | Brisbane                                                                | Australia                                                               | 1 – 1                                                                   | Giappone                                                                | Qual. Mondiali 2014                                                     | -                                                                       |                                                                         |
| 15-8-2012                                                               | Sapporo                                                                 | Giappone                                                                | 1 – 1                                                                   | Venezuela                                                               | Amichevole                                                              | 1                                                                       |                                                                         |
| 6-9-2012                                                                | Niigata                                                                 | Giappone                                                                | 1 – 0                                                                   | Emirati Arabi Uniti                                                     | Amichevole                                                              | -                                                                       | 87’                                                                     |
| 11-9-2012                                                               | Saitama                                                                 | Giappone                                                                | 1 – 0                                                                   | Iraq                                                                    | Qual. Mondiali 2014                                                     | -                                                                       |                                                                         |
| 12-10-2012                                                              | Saint-Denis                                                             | Francia                                                                 | 0 – 1                                                                   | Giappone                                                                | Amichevole                                                              | -                                                                       |                                                                         |
| 16-10-2012                                                              | Breslavia                                                               | Giappone                                                                | 0 – 4                                                                   | Brasile                                                                 | Amichevole                                                              | -                                                                       |                                                                         |
| 14-11-2012                                                              | Mascate                                                                 | Oman                                                                    | 1 – 2                                                                   | Giappone                                                                | Qual. Mondiali 2014                                                     | -                                                                       | 89’                                                                     |
| 6-2-2013                                                                | Kōbe                                                                    | Giappone                                                                | 3 – 0                                                                   | Lettonia                                                                | Amichevole                                                              | -                                                                       | 46’                                                                     |
| 22-3-2013                                                               | Doha                                                                    | Giappone                                                                | 2 – 1                                                                   | Canada                                                                  | Amichevole                                                              | -                                                                       |                                                                         |
| 26-3-2013                                                               | Amman                                                                   | Giordania                                                               | 2 – 1                                                                   | Giappone                                                                | Qual. Mondiali 2014                                                     | -                                                                       | Sbagliato                                                               |
| 30-5-2013                                                               | Toyota                                                                  | Giappone                                                                | 0 – 2                                                                   | Bulgaria                                                                | Amichevole                                                              | -                                                                       |                                                                         |
| 4-6-2013                                                                | Saitama                                                                 | Giappone                                                                | 1 – 1                                                                   | Australia                                                               | Qual. Mondiali 2014                                                     | -                                                                       |                                                                         |
| 11-6-2013                                                               | Doha                                                                    | Iraq                                                                    | 0 – 1                                                                   | Giappone                                                                | Qual. Mondiali 2014                                                     | -                                                                       | cap.                                                                    |
| 15-6-2013                                                               | Brasilia                                                                | Brasile                                                                 | 3 – 0                                                                   | Giappone                                                                | Conf. Cup 2013 - 1º turno                                               | -                                                                       | 78’                                                                     |
| 19-6-2013                                                               | Recife                                                                  | Italia                                                                  | 4 – 3                                                                   | Giappone                                                                | Conf. Cup 2013 - 1º turno                                               | -                                                                       |                                                                         |
| 22-6-2013                                                               | Belo Horizonte                                                          | Giappone                                                                | 1 – 2                                                                   | Messico                                                                 | Conf. Cup 2013 - 1º turno                                               | -                                                                       | cap.                                                                    |
| 14-8-2013                                                               | Rifu                                                                    | Giappone                                                                | 2 – 4                                                                   | Uruguay                                                                 | Amichevole                                                              | -                                                                       |                                                                         |
| 6-9-2013                                                                | Osaka                                                                   | Giappone                                                                | 3 – 0                                                                   | Guatemala                                                               | Amichevole                                                              | 1                                                                       | 79’                                                                     |
| 10-9-2013                                                               | Yokohama                                                                | Giappone                                                                | 3 – 1                                                                   | Ghana                                                                   | Amichevole                                                              | 1                                                                       |                                                                         |
| 11-10-2013                                                              | Novi Sad                                                                | Serbia                                                                  | 2 – 0                                                                   | Giappone                                                                | Amichevole                                                              | -                                                                       |                                                                         |
| 15-10-2013                                                              | Minsk                                                                   | Bielorussia                                                             | 1 – 0                                                                   | Giappone                                                                | Amichevole                                                              | -                                                                       |                                                                         |
| 16-11-2013                                                              | Genk                                                                    | Paesi Bassi                                                             | 2 – 2                                                                   | Giappone                                                                | Amichevole                                                              | -                                                                       | 46’                                                                     |
| 19-11-2013                                                              | Bruxelles                                                               | Belgio                                                                  | 2 – 3                                                                   | Giappone                                                                | Amichevole                                                              | -                                                                       | 46’                                                                     |
| 5-3-2014                                                                | Tokyo                                                                   | Giappone                                                                | 4 – 2                                                                   | Nuova Zelanda                                                           | Amichevole                                                              | -                                                                       | 46’                                                                     |
| 27-5-2014                                                               | Saitama                                                                 | Giappone                                                                | 1 – 0                                                                   | Cipro                                                                   | Amichevole                                                              | -                                                                       | cap. 46’                                                                |
| 2-6-2014                                                                | Tampa                                                                   | Costa Rica                                                              | 1 – 3                                                                   | Giappone                                                                | Amichevole                                                              | 1                                                                       | 46’                                                                     |
| 7-6-2014                                                                | Tampa                                                                   | Giappone                                                                | 4 – 3                                                                   | Zambia                                                                  | Amichevole                                                              | -                                                                       | cap. 89’                                                                |
| 14-6-2014                                                               | Recife                                                                  | Costa d'Avorio                                                          | 2 – 1                                                                   | Giappone                                                                | Mondiali 2014 - 1º turno                                                | -                                                                       | 54’                                                                     |
| 19-6-2014                                                               | Natal                                                                   | Giappone                                                                | 0 – 0                                                                   | Grecia                                                                  | Mondiali 2014 - 1º turno                                                | -                                                                       | 46’                                                                     |
| 14-11-2014                                                              | Toyota                                                                  | Giappone                                                                | 6 – 0                                                                   | Honduras                                                                | Amichevole                                                              | 1                                                                       | 35’ 70’                                                                 |
| 18-11-2014                                                              | Osaka                                                                   | Giappone                                                                | 2 – 1                                                                   | Australia                                                               | Amichevole                                                              | -                                                                       | 46’                                                                     |
| 12-1-2015                                                               | Newcastle                                                               | Giappone                                                                | 4 – 0                                                                   | Palestina                                                               | Coppa d'Asia 2015 - 1º turno                                            | 1                                                                       | 58’                                                                     |
| 16-1-2015                                                               | Brisbane                                                                | Iraq                                                                    | 0 – 1                                                                   | Giappone                                                                | Coppa d'Asia 2015 - 1º turno                                            | -                                                                       | 63’                                                                     |
| 20-1-2015                                                               | Melbourne                                                               | Giappone                                                                | 2 – 0                                                                   | Giordania                                                               | Coppa d'Asia 2015 - 1º turno                                            | -                                                                       | 86’                                                                     |
| 23-1-2015                                                               | Sydney                                                                  | Giappone                                                                | 1 – 1 dts (4 – 5 dtr)                                                   | Emirati Arabi Uniti                                                     | Coppa d'Asia 2015 - Quarti di finale                                    | -                                                                       | 54’                                                                     |
| Totale                                                                  |                                                                         | Presenze (1º posto)                                                     | 152                                                                     |                                                                         | Reti (18º posto)                                                        | 15                                                                      |                                                                         |

## Palmarès

### Club

#### Competizioni nazionali
- Campionato giapponese: 2

Gamba Osaka: 2005, 2014
- Supercoppa del Giappone: 2

Gamba Osaka: 2007, 2015
- Coppa J. League: 2

Gamba Osaka: 2007, 2014
- Coppa dell'Imperatore: 4

Gamba Osaka: 2008, 2009, 2014, 2015
- J2 League: 2

Gamba Osaka: 2013
Júbilo Iwata: 2021

#### Competizioni internazionali
- AFC Champions League: 1

Gamba Osaka: 2008
- Pan-Pacific Championship: 1

Gamba Osaka: 2008

### Nazionale
- Coppa d'Asia: 2

2004, 2011
- Kirin Cup: 5

2004, 2007, 2008, 2009, 2011
- Afro-Asian Cup of Nations: 1

2007

### Individuale
- Squadra del campionato giapponese: 12

2003, 2004, 2005, 2006, 2007, 2008, 2009, 2010, 2011, 2012, 2014, 2015
- Miglior giocatore dell'AFC Champions League: 1

2008
- Miglior calciatore giapponese dell'anno: 2

2008, 2014
- Calciatore asiatico dell'anno: 1

2009
- Squadra del 20º anniversario del campionato giapponese
- Miglior giocatore del campionato giapponese: 1

2014

## Filmografia
- Yasuhito Endō compare nel sedicesimo film d'animazione e nell'episodio 907 di Detective Conan, dove è doppiato da sé stesso.